# Синдром візуального снігу
Синдром візуального снігу (англ. VSS) — це незвичайний неврологічний стан, при якому основним симптомом є те, що уражені люди бачать стійкі мерехтливі білі, чорні, прозорі або кольорові крапки в усьому полі зору. Іншими загальними симптомами є палінопсія, посилений ентоптичний ефект, світлобоязнь, безсоння та головні болі. Захворювання, як правило, завжди присутнє і не має відомого лікування, оскільки життєздатні методи лікування все ще досліджуються. Мігрень і шум у вухах є поширеними супутніми захворюваннями, і обидва пов'язані з більш тяжким проявом синдрому.
Причина синдрому невідома. Вважається, що основний механізм полягає в надмірній збудливості нейронів у правій язичковій звивині та лівій лобовій частці мозочка. Інша гіпотеза припускає, що синдром візуального снігу може бути типом таламокортикальної дисритмії та може включати ретикулярне ядро таламуса (TRN). Порушення гальмівної дії від TRN до таламуса може бути основною причиною нездатності придушити збудливу сенсорну інформацію.
Установленого лікування синдрому візуального снігу не існує. Для лікування захворювання можна використовувати ламотригін, ацетазоламід або верапаміл. Однак, за відсутності вторинних фармацевтичних показань, вони не обов'язково дають переваги, а докази їх використання обмежені.

## Ознаки та симптоми

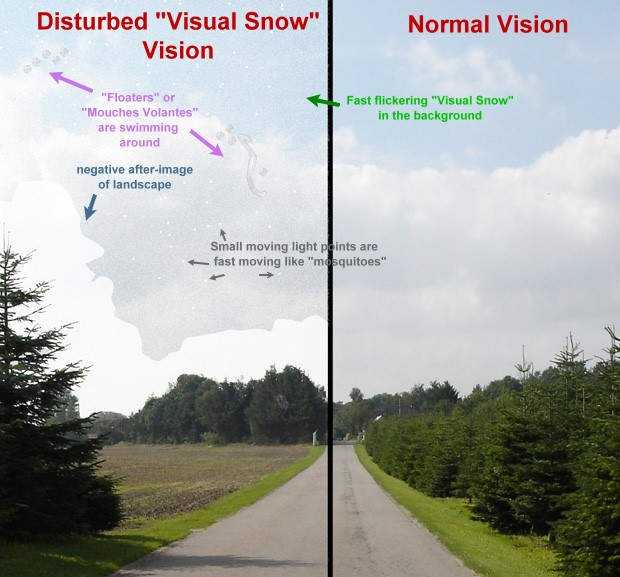
Нормальний зір проти порушеного зору

Крім візуального снігу, у багатьох людей з цим синдромом спостерігаються інші типи розладів зору, такі як астигматизм, посилення післяобразів, пливке помутніння, сліди та багато інших.
Візуальний сніг, імовірно, являє собою клінічний континуум з різним ступенем тяжкості. Наявність таких супутніх захворювань, як мігрень і шум у вухах, пов’язана з більш вираженими зоровими симптомами.

### Діагностика
Синдром візуального снігу зазвичай діагностується за такими критеріями:
- Візуальний сніг: динамічні, безперервні, крихітні крапки у всьому полі зору, що триває більше трьох місяців.
- Крапки зазвичай чорні/сірі на білому фоні та сірі/білі на чорному фоні; однак вони також можуть бути прозорими, білими миготливими або кольоровими.
- Наявність щонайменше 2 додаткових візуальних симптомів з 4 наступних категорій:
  1. Палінопсія. Принаймні одне із наведеного нижче: залишкові зображення(післяобрази) або сліди рухомих об’єктів.
  2. Посилені ентоптичні ефекти. Принаймні одне із наведеного нижче: надмірні плавке помутніння(«літальні мушки») в обох очах, надмірне ентоптичне явище синього поля, самосвітлення ока (фосфени) або спонтанна фотопсія.
  3. Світлобоязнь.
  4. Нікталопія; порушення нічного зору.
- Симптоми не відповідають типовій аурі мігрені.
- Симптоми не можна краще пояснити іншим розладом (офтальмологічним, наркоманією).
- Звичайні офтальмологічні тести (найкраще скоригована гострота зору, огляд розширеного очного дна, поле зору та електроретинограма); не викликані попереднім прийомом психотропних засобів.

Можуть спостерігатися додаткові та не зорові симптоми, такі як шум у вухах, тиск у вухах або туман у мозку тощо. Його також можна діагностувати за допомогою PET-сканування.

### Супутні захворювання
Мігрень і мігрень з аурою є частими супутніми захворюваннями. Однак супутня мігрень погіршує деякі додаткові зорові симптоми та шум у вухах, які спостерігаються при синдромі «візуального снігу». Це може спонукати дослідження, оскільки пацієнти з мігренню частіше пропонуватимуть участь у дослідженні, ніж ті, хто не має мігрені, через наявність більш серйозних симптомів. На відміну від мігрені, супутнє захворювання типової аури мігрені не погіршує симптоми.
Психологічні побічні ефекти візуального снігу можуть включати деперсоналізацію, дереалізацію, депресію, світлобоязнь та геліофобію у людини з візуальним снігом.
Пацієнти з візуальним «снігом» мають нормальні еквівалентні рівні вхідного шуму та контрастну чутливість. У дослідженні 2010 року Raghaven et al. висунути гіпотезу, що те, що пацієнти бачать як «сніг», є айгенграу. Це також пояснює, чому багато хто повідомляє про більше видимого снігу в умовах слабкого освітлення: «Власний темний шум колбочок приматів еквівалентний ~4000 поглиненим фотонам за секунду при середньому рівні освітленості; нижче цього сигналу колбочки домінує внутрішній шум».

## Причини
Причини неясні. Вважається, що основний механізм полягає в надмірній збудливості нейронів кори головного мозку, зокрема правої язикової звивини та лівої лобової частки мозочка.
Стійкий візуальний сніг може бути провідним доповненням до ускладнення мігрені, яке називається стійкою аурою без інфаркту,зазвичай називають стійкою аурою мігрені (англ. PMA). При інших клінічних підформах мігрені головний біль може бути відсутнім, а аура мігрені може не мати типової форми зигзагоподібного спектру зміцнення (сцинтилююча скотома), а проявлятися великою різноманітністю неврологічних симптомів.
Зоровий сніг не залежить від дії психотропних речовин на мозок. Стійкий розлад сприйняття галюциногену (англ. HPPD), стан, спричинений вживанням галюциногенних наркотиків, іноді пов'язують із візуальним снігом, але як зв'язок візуального снігу з HPPD, так і причина та поширеність HPPD спірні. Більшість доказів для обох є, як правило, анекдотичними та підлягають упередженню вибірки.
Іншим запропонованим механізмом є таламокортикальна дисритмія зорового шляху, подібна до шуму у вухах, який є таламокортикальною дисритмією слухового шляху.[джерело?]

## Хронологія
- У травні 2015 року візуальний сніг був описаний як стійке позитивне візуальне явище, відмінне від аури мігрені в дослідженні Шанкіна та Ґодсбі.[27]
- У грудні 2020 року дослідження[28] виявило локальне підвищення регіональної церебральної перфузії у пацієнтів із синдромом візуального снігу.
- У травні 2021 року дослідники Цюріхського університету оголосили про клінічне випробування нейрозворотного зв’язку для синдрому візуального снігу.
- У червні 2021 року дослідники з Університету Колорадо розпочали набір для участі в клінічному випробуванні транскраніальної магнітної стимуляції для синдрому візуального снігу.
- У вересні 2021 року два дослідження[29] виявили зміни білої речовини в частинах зорової кори та поза зоровою корою у пацієнтів із синдромом візуального снігу.

## Лікування
Важко усунути візуальний сніг за допомогою лікування, але можна зменшити симптоми та покращити якість життя за допомогою лікування як синдрому, так і його супутніх захворювань. Ліки, які можна використовувати, включають ламотригін, ацетазоламід або верапаміл, але вони не завжди приносять користь. Станом на 2021 рік тривали два клінічні випробування з використанням транскраніальної магнітної стимуляції та нейрозворотного зв’язку для візуального снігу.
Нещодавнє дослідження в Британському журналі офтальмології підтвердило, що звичайне медикаментозне лікування загалом неефективне при зоровому сніговому синдромі (англ. VSS). Проте було показано, що вітаміни та бензодіазепіни є корисними для деяких пацієнтів і можуть вважатися корисними для цього стану.
Вікторія Пелак, професорка неврології та офтальмології на кафедрі неврології в медичному містечку Anschutz університету Колорадо, нещодавно скерувала, опублікувала та завершила реєстрацію для протоколу дослідження TMS. Протокол дослідження спрямований на вивчення використання втручання rTMS для покращення симптомів і зорової дисфункції, пов’язаної з візуальним снігом (англ. VS); протокол дослідження також описує складнощі під час пандемії COVID-19.
Крім того, під час своєї практики Пелак розповіла, що вона повідомляє пацієнтам, що поточні варіанти лікування обмежуються лише полегшенням симптомів. Вона рекомендує своїм пацієнтам зосередитися на фармацевтичному та нефармацевтичному лікуванні мігрені, головного болю, тривоги та депресії. Що стосується ускладнень світлочутливості, Пелак радить пацієнтам використовувати в закритих приміщеннях тоновані лінзи FL-41.  Крім того, Пелак стверджує, що фізичні вправи, медитація та здорове збалансоване харчування можуть покращити загальне щоденне функціонування.